# Ламбертвил (Њу Џерзи)
Ламбертвил (енгл. Lambertville) град је у америчкој савезној држави Њу Џерзи. По попису становништва из 2010. у њему је живело 3.906 становника.

## Демографија
Према попису становништва из 2010. у граду је живело 3.906 становника, што је 38 (1,0%) становника више него 2000. године.
| Група             | 2000.         | 2010.         |
| Белци             | 3.595 (92,9%) | 3.369 (86,3%) |
| Афроамериканци    | 75 (1,9%)     | 76 (1,9%)     |
| Азијати           | 41 (1,1%)     | 51 (1,3%)     |
| Хиспаноамериканци | 120 (3,1%)    | 381 (9,8%)    |
| Укупно            | 3.868         | 3.906         |